# 卡羅萊納比奇 (北卡羅萊納州)
卡羅萊納比奇（英語：Carolina Beach）是一個位於美國北卡羅萊納州新漢諾威縣的城鎮。

## 人口
根據2020年美國人口普查的數據，卡羅萊納比奇的面積為7.09平方千米，當中陸地面積為6.35平方千米，而水域面積為0.74平方千米。當地共有人口6564人，而人口密度為每平方千米926人。